# Malhadas
Malhadas ist eine Gemeinde (Freguesia) im portugiesischen Kreis Miranda do Douro. In ihr leben 275 Einwohner (Stand 19. April 2021).